# Mapania macrocephala
Mapania macrocephala là loài thực vật có hoa trong họ Cói. Loài này được (Gaudich.) K.Schum. mô tả khoa học đầu tiên năm 1891.